# Melanochromis cyaneorhabdos

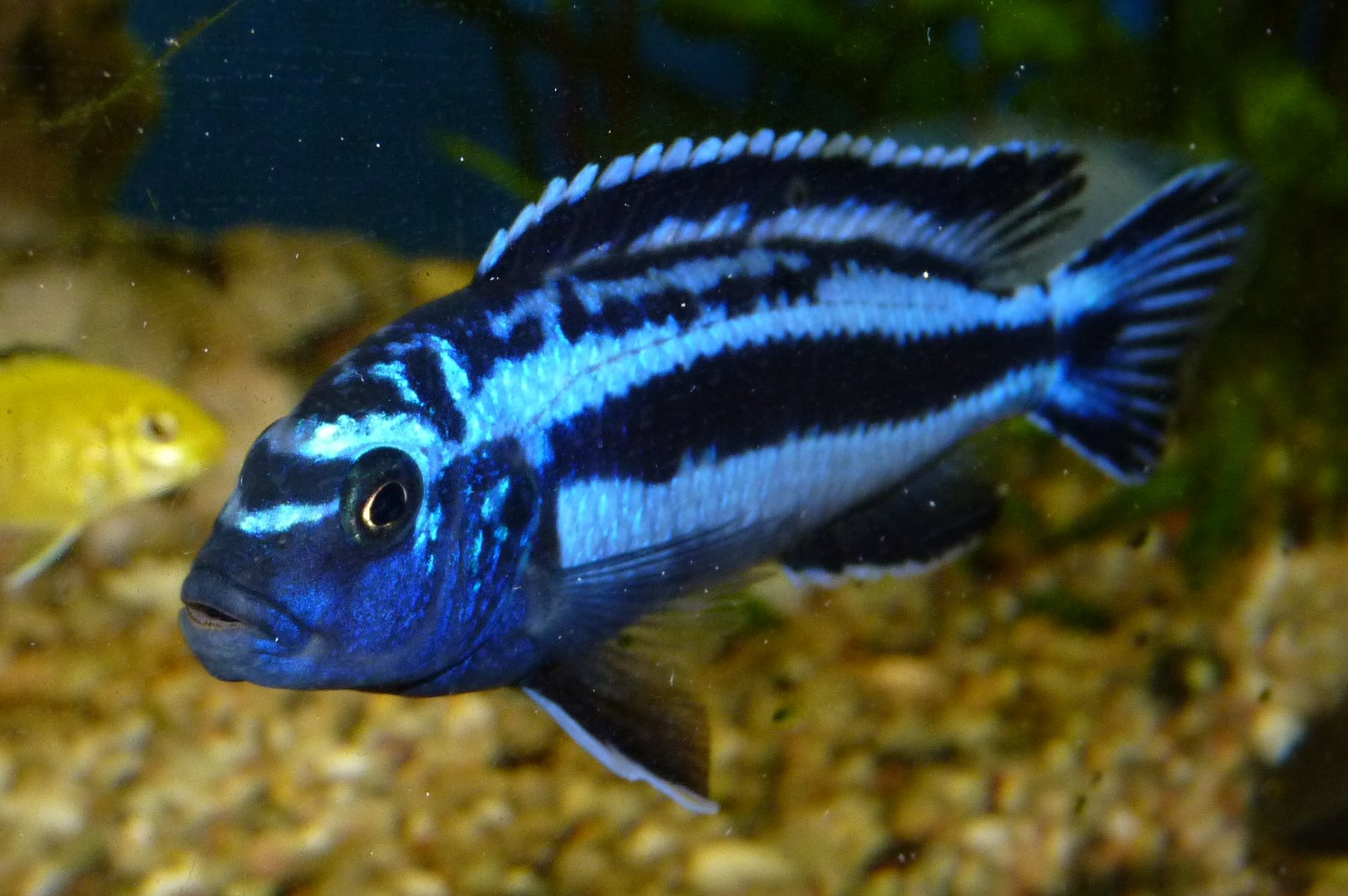
Melanochromis cyaneorhabdos

Melanochromis cyaneorhabdos là một loài cá thuộc họ Cá Hoàng đế (Cichlidae), đặc hữu hồ Malawi (tại đây nó cũng chỉ hiện diện quanh đảo Likoma), thường được bắt gặp tại vùng nền sỏi đá ở độ sâu từ 5 đến 10 mét (16 đến 33 ft). Loài này có thể phát triển đến chiều dài 7,5 xentimét (3,0 in) SL.
Loài cá này còn được biết đến dưới tên Maingano và có khi bị nhầm lẫn với M. johannii. Một đặc điểm để phân biệt là cá mái M. johanii màu cam, còn cá mái M. cyaneorhabdos thì không. Cả cá trống và mái M. cyanerhabdos có cùng màu; tuy nhiên, cá trống có thể có màu đậm hơn. 